# TOM'S

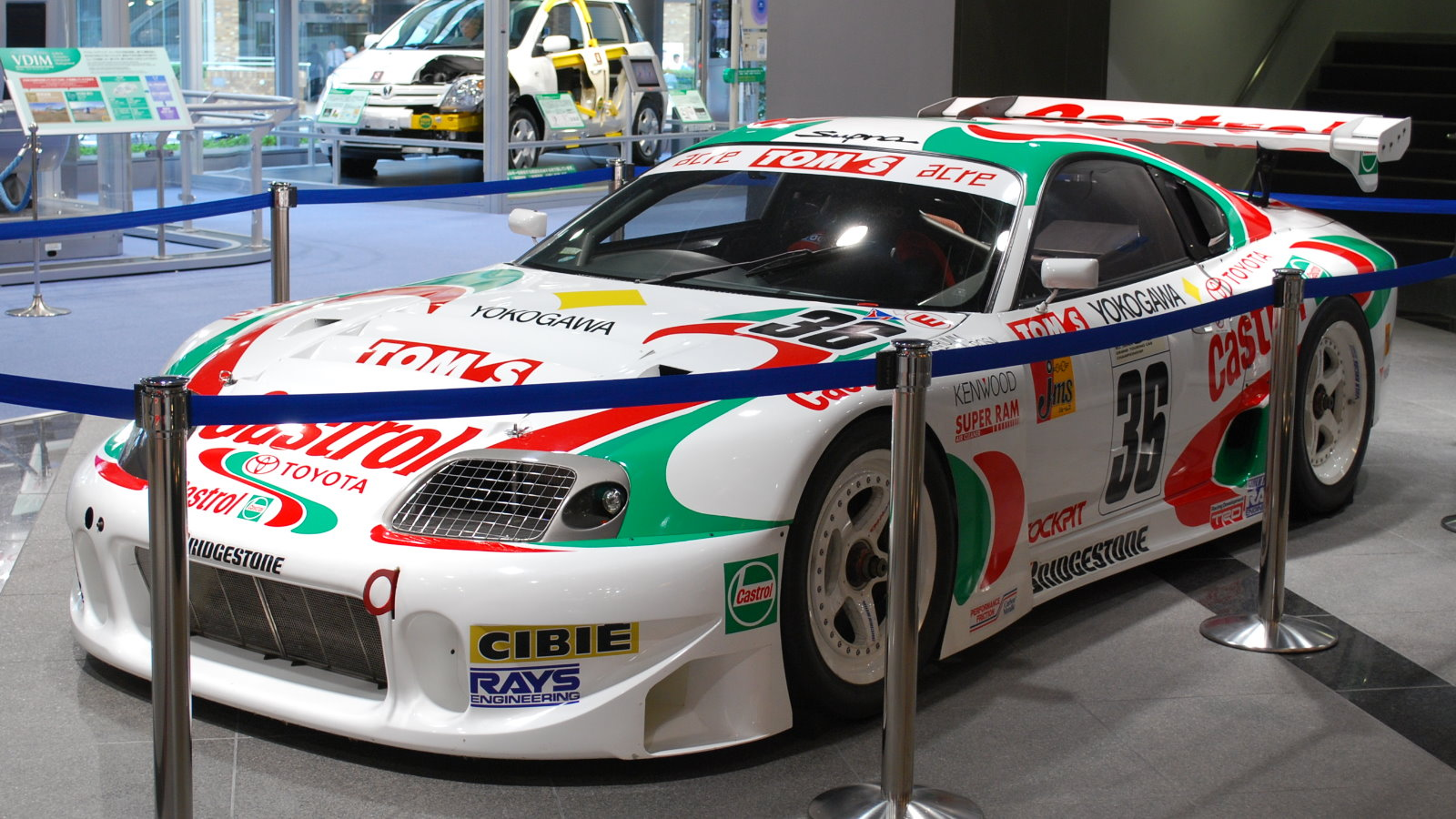
Toyota Supra da Super GT de 1997.

TOM'S Co., Ltd (株式会社トムス, Kabushiki-gaisha Tomusu) é uma empresa japonesa que está envolvida no automobilismo e também é especializada na preparação de veículos da Toyota e da Lexus. O nome significa Tachi Oiwa Motor Sport.  Sua sede está localizada em Tóquio, Japão. A TOM'S está atualmente fortemente envolvida com a Super GT e Super Fórmula Japonesa e Fórmula 3 japonesa. A empresa fabrica peças de reposição para os atuais veículos construídos pela Toyota, e também cria sua própria edição especial de certos atuais modelos Lexus.